# Dziurawa Przełęcz (Tatry Wysokie)
Dziurawa Przełęcz (słow. Kahulská štrbina, niem. Nördliche Končystascharte, węg. Északi Koncsisztacsorba) – przełęcz położona na wysokości 2415 m n.p.m. znajdująca się w Grani Kończystej w słowackiej części Tatr Wysokich. Oddziela ona masyw Małej Kończystej od Pośredniej Kończystej (dokładnie od Dziurawej Turniczki). Na jej siodło nie prowadzą żadne znakowane szlaki turystyczne, dla taterników stanowi jeden z łatwiejszych dostępów do Grani Kończystej, choć jedynie od strony Doliny Złomisk.

## Historia
Pierwsze wejścia turystyczne:
- Ernst Dubke, Johann Breuer i Johann Franz (senior), 9 września 1906 r. – letnie,
- Ivan Gálfy, Juraj Richvalský i Ladislav Richvalský, nocą 13-14 kwietnia 1953 r. – zimowe.